# Lucius Antonius Saturninus
Lucius Antonius Saturninus byl římský senátor a generál za vlády císaře Vespasiana a jeho synů. Byl guvernérem římské provincie Horní Germánie. Kvůli osobní zášti proti císaři Domitianovi, synovi Vespasiana, vedl vzpouru známou jako Saturninova vzpoura, ve které bojoval po boku legií Legio XIV Gemina a Legio XXI rapax.

## Život
Vzhledem k tomu, že byl Saturninus po své porážce a smrti v Mohuči podroben damnatio memoriae, je velmi těžké zrekonstruovat jeho život. Historik Ronald Syme zveřejnil možný životopis tohoto guvernéra z dob před vzpourou. Předpokládá, že do roku 76 byl konzulem v Makedonii, mezi lety 78 až 81 možná guvernérem v Judeji. V roce 82 nebo 83 byl nejspíše konzulem a od roku 87 guvernérem Horní Germánie.

## Saturninova vzpoura
V lednu 89 vedl Saturninus povstání proti císaři, přičemž měl podporu města Moguntiacum (dnešní Mohuč), kde byl také 1. ledna 89 neoficiálně korunován římských císařem. Očekával, že jeho germánští spojenci překročí Rýn, aby ho ve vzpouře podpořili, ale tomu bylo zabráněno náhlým rozmrznutím řeky Rýn; vzpoura tak byla rychle potlačena Domitianovým generálem Aulem Buciem Lapiem Maximem, guvernérem sousední provincii Dolní Germánie. Ten takticky spálil všechny Saturninovy dopisy, aby zabránil vyslání Saturninových spojenců a vzpouru utajil. Císař Domitian však nechal Saturnina s mnoha jeho spojenci veřejně popravit a vystavit jejich těla v Římě. Legio XXI byla poslána do Panonie a Domitian ve snaze zabránit dalším vzpourám schválil zákon zakazující, aby dvě legie sdílely jeden tábor.